# Cimetière de la vallée
 (décembre 2023).
Si vous disposez d'ouvrages ou d'articles de référence ou si vous connaissez des sites web de qualité traitant du thème abordé ici, merci de compléter l'article en donnant les références utiles à sa vérifiabilité et en les liant à la section « Notes et références ».
Le cimetière de la vallée (Valley Cemetery) ou le cimetière de la rue de la vallée (Valley Street Cemetery) est un cimetière public situé à Manchester, New Hampshire, aux États-Unis. Il est délimité à l'est par la Pine Street, au nord par Auburn Street, à l'ouest par la Willow Street, et, au sud, par Valley Street, à partir de laquelle il tire son nom.
Il est créé dans les années 1840, lorsque l'Amoskeag Manufacturing Company a fait don de 20 acres (80 937,1284 m2) de terrain dans le centre-ville de Manchester à la ville dans le but de créer un lieu de sépulture.
En 1841, la ville a créé le cimetière de la vallée. Il a été conçu comme un cimetière paysager, censé être un lieu où le public pouvait se promener le long de ses allées, de ses chemins carrossables et de ses ponts. À cette époque victorienne, les cimetières paysagers, dans lequel non seulement les morts résident, mais la communauté des vivants se côtoient les uns avec les autres et avec la nature, ont été très populaires.
À la fin des années 1850, le cimetière est presque rempli, et le cimetière de Pine Grove  beaucoup plus grand a été créé. Ce cimetière se trouve à l'ouest de Calef Road et à l'est du fleuve Merrimack.

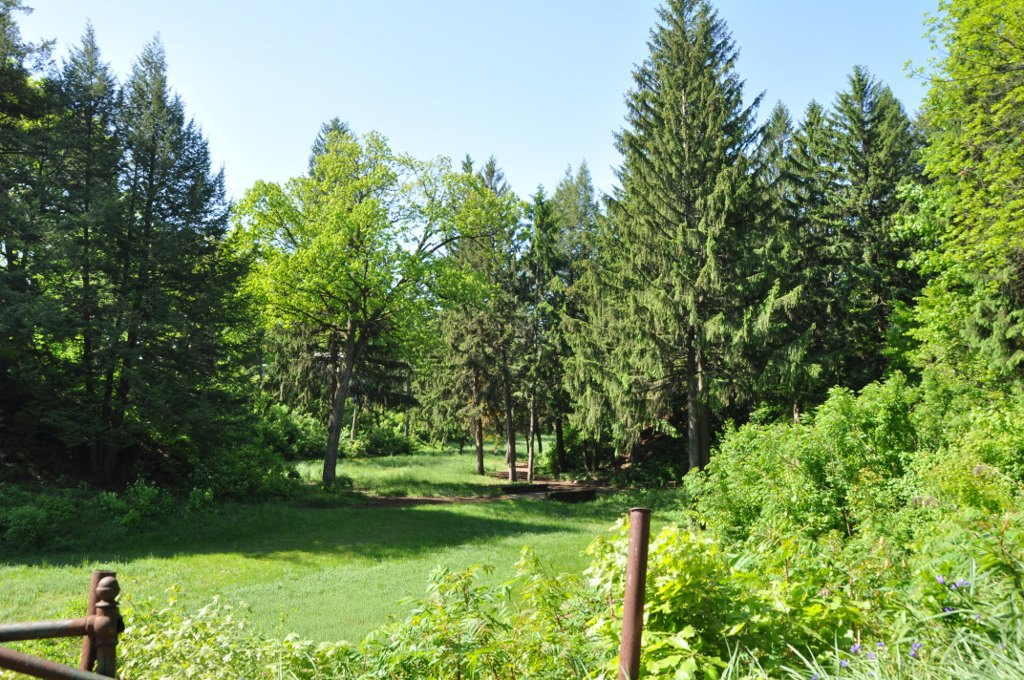
La vallée du ruisseau pittoresque qui traverse à peu près le cimetière.

Un tombeau de réception a été construit dans le cimetière de la vallée en 1888, utilisé pour stocker le défunt pendant l'hiver, quand le sol est gelé. En 1907, Mme Hannah Currier a fait don de portes à Auburn Street et à Chesnut Street en l'honneur de son défunt mari, le gouverneur du New Hampshire Moody Currier.
Une chapelle de style gothique anglais a été achevée en 1932, remplaçant une chapelle en bois qui se trouvait sur le même site. La structure en pierre est maintenant en mauvais état et a été fermée pendant de nombreuses années. Il y a 13 mausolées privés dans le cimetière.

## Sépultures notables
Beaucoup des dirigeants de la ville ont été enterrés dans le cimetière de la vallée, y compris :
- Les maires de Manchester Jacob F. James, Warren L. Lane, Alonzo Smith, David A. Bunton, Darwin J. Daniels, Joseph B. Clark, David B. Varney et William C. Clarke[1]
- Le gouverneur Frederick Smyth (1819-1899), dont l'imposant tombeau est l'un des joyaux du cimetière
- Le gouverneur Moody Currier (1806-1898)
- Le membre du congrès Ira Allen Eastman (1809-1881)
- Le sénateur Daniel Clark (1809-1891)
- Militant abolitionniste Rév. Andrew Foss
- Aretas Blood (1816-1897), propriétaire de l'Amoskeag Locomotive Works, et sa femme Lavinia Kendall Blood, fondateur de la société de secours et d'adie des femmes de Manchester en 1875
- Le gouverneur Ezekhiel A. Straw (1819-1882), un ingénieur de l'Amoskeag Manufacturing Company qui a créé le réseau des rues de la ville de Manchester
- Le brigadier général Joseph Carter Abbott, un vétéran de l'Union de la guerre de Sécession, qui est resté dans le Sud des États-Unis après la guerre et a été actif dans la politique locale. Il a été élu en tant que gouverneur républicain de la Caroline du Nord.

## Efforts de restauration
À la fin du 20e siècle, le cimetière a été reconnu par beaucoup comme en sérieux déclin, et de son patrimoine comme un cimetière paysager a été oublié depuis longtemps par la plupart. En 2002, l'intérêt de l'Education Continuum à l'université de Southern New Hampshire a stimulé la création des amis du cimetière de la vallée, organisation communautaire à but non lucratif vouée à la collecte de fonds pour le cimetière et la supervision de sa restauration. Le groupe s'est associé à des fonctionnaires de la ville pour coordonner les efforts en matière d'entretien et a recueilli des centaines de milliers de dollars de subventions pour la future restauration. Un schéma directeur a été écrit qui servira de guide pour la future restauration du cimetière. La porte Currier a été restauré en 2004.
Depuis 2003, les amis du cimetière de la vallée a accueilli festival annuel de la fraise dans le cimetière, insistant sur son patrimoine précédent comme un « cimetière paysager » qui existe pour être apprécié par les résidents.